# Jack Levine
Jack Levine (Boston, 3 de janeiro de 1915 - 8 de novembro de 2010) foi um pintor realista social e gravurista estadunidense mais conhecido por suas sátiras sobre a vida moderna, a corrupção política, a classe média e narrativas bíblicas. Ele é conhecido por unir a tradição artística com as preocupações sociais do presente. Demonstra profundo conhecimento da obra dos mestres antigos, assim como da pintura contemporânea. Com sangrenta sinceridade, ele critica a sociedade "decadente" de seu tempo e de seu país, através de ligações diretas com a arte barroca, o universo de Rouault e os expressionistas.  Seu trabalho atualmente encontra-se em exposição em museus como o MOMA  ou o Metropolitan Museum , ambos localizados na cidade de Nova Iorque.
Segundo palavras do próprio Jack Levine, é função do artista "trazer à luz e atualizar a grande tradição e tudo o seja extraordinário". 

## Polêmica e fama
Interessado na arte de Tiziano, El Greco, Velázquez e Goya em vez de criadores contemporâneos ou de arte abstrata, Levine ficou famoso  em 1937 graças a um trabalho seu que critica o poder político de Boston (capital política dos Estados Unidos), chamado "The Feast of Pure Reason". A imagem retrata vários personagens influentes sentados em uma mesa, de rostos inchados e malévolos, enquanto choram pela morte de um mafioso. Esse trabalho foi inicialmente exibido no Museu de Arte Moderna americano, onde causou polêmica e tornou-se objeto de debate. 
Entre 1942 e 1945 (durante a ocorrência da Segunda Guerra Mundial), Levine interrompeu sua carreira artística para servir ao Exército americano. A partir desta experiência, em 1946 surgiu outra de suas obras controversas, denominada "Welcome home", uma sátira sobre a arrogância do poder militar dos Estados Unidos. Alguns anos depois, em 1959, a tela ganhou visibilidade quando foi incluída em uma exposição sobre a cultura americana que viajou para Moscou (capital da Rússia). Na época, o presidente do Comitê da Casa sobre Atividades Não-Americanas, preocupado com a polêmica que a obra estaria gerando, organizou uma campanha para tentar removê-la da exposição. No entanto, o presidente Eisenhower se recusou a intervir, e essa confusão catapultou Levine para a fama. 

## Biografia
Jack Levine nasceu em 3 de janeiro de 1915, em Massachusetts. Filho de imigrantes judeus lituanos, ele cresceu na cidade de Boston, onde, segundo relatado no website jacklevine.net, "ele observou a vida da rua, composta por imigrantes europeus, e na qual prevaleciam a pobreza e as doenças sociais", o que também influenciou muito seu trabalho. O Los Angeles Times oferece uma reflexão do pintor de 1952: "Estou fundamentalmente preocupado com a condição do homem. A orientação satírica que escolhi é uma indicação do meu desapontamento com o homem, o que é o oposto de dizer que tenho grandes expectativas de raça humana". 
Levine começou a estudar desenho em 1924 na Escola do Museu de Belas Artes de Boston , tendo como primeiro professor o artista americano Harold K. Zimmerman. Entre 1929 e 1933, na Universidade de Harvard, foi aluno do pintor Denman Ross, que em 1932 incluiu alguns de seus desenhos em uma mostra do Fogg Art Museum de Harvard. Entre 1935 e 1940, Levine trabalhou na Works Progress Administration, uma agência para oferecer emprego para pessoas desempregadas depois da quebra de bolsa em 1929. 
Foi quando viajou para a Europa, em 1951, que ele entrou em contato com o trabalho de grandes artistas, que posteriormente se tornariam seus influenciadores, como El Greco, por exemplo. Dele, Levine copiou a técnica de distorção das formas com um propósito expressivo. Desde sempre uma figura independente, Jack Levine se manteve à margem de grandes grupos e movimentos, optando por desenvolver um estilo muito pessoal. Ainda assim, sua linguagem tem raízes no expressionismo da Escola de Paris, de artistas como Rouault e Soutine. 
Quanto ao seu posicionamento político, um ensaio da New York Magazine de 2004 descreve-o como "um esquerdista, mas não um ideólogo". Além da crítica política, durante os anos 80, sua arte também abrangeu temas bíblicos. O trabalho de sua autoria "Cain e Abel" foi inclusive adquirido pelo Vaticano em 1974.  Além disso, Levine também pintava retratos. 
Jack Levine morreu dentro de sua casa em Manhattan, Nova Iorque, em 8 de novembro de 2010. Na época, tinha 95 anos de idade. 